# Arroio Turuçu
O Arroio Turuçu é um rio do  Rio Grande do Sul.
Antigamente chamado de arroio Grande, faz parte da bacia hidrográfica do rio Camaquã. Tem sua nascente próxima a cidade de Canguçu. As matas em suas margens encontram-se bem preservadas, na área urbana há uma grande presença de eucalipto.
Dele provêm as água distribuída a população urbana pela rede de abastecimento de água. No verão é bastante procurado para banhos de rio e pescaria. Da ponte sobre a BR-116 até sua foz na Lagoa dos Patos serve de limite entre o município que lhe empresta o nome e São Lourenço do Sul.